# Kanumarathon-Europameisterschaften 1999
Die 3. Kanumarathon-Europameisterschaften fanden vom 4. bis 5. September 1999 im polnischen Gorzów statt. Der austragende Verband war die ECA.
Es wurden vier Wettbewerbe für Männer und zwei Wettbewerbe für Frauen ausgetragen.
Beim Canadier-Zweier der Männer waren dabei insgesamt allerdings nur vier Boote am Start.

## Medaillengewinner

### Herren

#### Canadier
| Disziplin | Gold                             | Zeit      | Silber                                         | Zeit      | Bronze                                 | Zeit      |
| --------- | -------------------------------- | --------- | ---------------------------------------------- | --------- | -------------------------------------- | --------- |
| C1        | Ungarn Pál Pétervári             | 2:44:04 h | Slowakei Rus Radoslav                          | 2:45:17 h | Tschechien Gábor Kolozsvári            | 2:49:06 h |
| C2        | Ungarn Edvin Csabai Attila Györe | 2:39:37 h | Frankreich Hervé Maigrot Lionel Dubois-Dunilac | 2:42:31 h | Polen Marcin Grzybowski Konrad Pypłacz | 2:44:54 h |

#### Kajak
| Disziplin | Gold                                  | Zeit      | Silber                              | Zeit      | Bronze                                 | Zeit      |
| --------- | ------------------------------------- | --------- | ----------------------------------- | --------- | -------------------------------------- | --------- |
| K1        | Ungarn István Salga                   | 2:18:14 h | Vereinigtes Königreich Conor Holmes | 2:18:19 h | Niederlande Dolph Te Linde             | 2:19:03 h |
| K2        | Spanien Julio Martinez Rafael Quevedo | 2:18:01 h | Ungarn Viktor Szakaly Attila Jambor | 2:18:02 h | Spanien Jorge Alonso Santiago Guerrero | 2:18:03 h |

### Damen

#### Kajak
| Disziplin | Gold                                 | Zeit      | Silber                                    | Zeit      | Bronze                               | Zeit      |
| --------- | ------------------------------------ | --------- | ----------------------------------------- | --------- | ------------------------------------ | --------- |
| K1        | Vereinigtes Königreich Anna Hemmings | 2:29:39 h | Spanien Mara Santos                       | 2:29:40 h | Ungarn Kornelia Szonda               | 2:32:26 h |
| K2        | Ungarn Andrea Pitz Renáta Csay       | 2:31:57 h | Polen Marzena Michalak Barbara Przybylska | 2:32:20 h | Spanien Mara Santos Pilar del Villar | 2:34:27 h |

## Medaillenspiegel
| Rang   | Nation                 | Gold | Silber | Bronze | Gesamt |
| ------ | ---------------------- | ---- | ------ | ------ | ------ |
| 1      | Ungarn                 | 4    | 1      | 2      | 7      |
| 2      | Spanien                | 1    | 1      | 2      | 4      |
| 3      | Vereinigtes Königreich | 1    | 1      | 0      | 2      |
| 4      | Polen                  | 0    | 1      | 1      | 2      |
| 5      | Frankreich             | 0    | 1      | 0      | 1      |
| 5      | Slowakei               | 0    | 1      | 0      | 1      |
| 6      | Niederlande            | 0    | 0      | 1      | 1      |
| Gesamt | Gesamt                 | 6    | 6      | 6      | 18     |